# Yang Song-guk
Yang Song-guk   (Pyongyang, 19 d'agost de 1944), també Yang Seung-kook, fou un futbolista nord-coreà de la dècada de 1960.
Fou internacional amb la selecció de futbol de Corea del Nord amb la qual participà a la copa del Món de futbol de 1966. També participà als Jocs Olímpics de 1976.
A nivell de club destacà com a jugador de Kigwancha Sports Club.